# Jane Colebrook
Jane Colebrook (ur. 8 listopada 1957) – angielska lekkoatletka specjalizująca się w biegach sprinterskich i średniodystansowych. W czasie swojej kariery startowała również jako Jane Finch.

## Sukcesy sportowe
- mistrzyni Wielkiej Brytanii w biegu na 400 metrów – 1978
- trzykrotna medalistka mistrzostw Wielkiej Brytanii w biegu na 800 metrów: złota (1978), srebrna (1984) oraz brązowa (1983)[1]
- srebrna medalistka mistrzostw Anglii w biegu na 800 metrów – 1980[2]
- srebrna medalistka halowych mistrzostw Anglii w biegu na 400 metrów – 1978
- dwukrotna medalistka halowych mistrzostw Anglii w biegu na 800 metrów: srebrna (1976) oraz brązowa (1988)
- dwukrotna brązowa medalistka halowych mistrzostw Anglii w biegu na 1500 metrów – 1978, 1988[3]
- trzykrotna mistrzyni Anglii juniorek: w biegu na 200 metrów (1972; w kategorii do 15 lat), w biegu na 400 metrów (1974; do 17 lat) oraz w biegu na 800 metrów (1973; do 17 lat)[4]

| Rok  | Miasto        | Zawody                     | Konkurencja   | Wynik         |
| ---- | ------------- | -------------------------- | ------------- | ------------- |
| 1977 | San Sebastián | Halowe Mistrzostwa Europy  | bieg na 800 m | złoty medal   |
| 1978 | Edmonton      | Igrzyska Wspólnoty Narodów | bieg na 800 m | brązowy medal |
| 1983 | Budapeszt     | Halowe Mistrzostwa Europy  | bieg na 800 m | 6. miejsce    |
| 1985 | Paryż         | Światowe igrzyska halowe   | bieg na 800 m | srebrny medal |

## Rekordy życiowe
- bieg na 800 metrów – 2:02,9 – Praga 30/08/1978
- bieg na 800 metrów (hala) – 2:01,12 – San Sebastián 13/03/1977